# Carl Andersen (arkitekt)
 Der er flere personer med dette navn, se Carl Andersen.
Carl Andersen (født 9. marts 1879 i Odense, død 12. september 1967 i Nykøbing Falster) var en dansk arkitekt og gymnast.

## Uddannelse
Carl Andersen var søn af snedkermester Andreas Ferdinand Andersen og Ane Marie Hansen. Han blev murersvend 1896, tog afgangseksamen fra Odense Tekniske Skole 1900 og var ansat som bygningskonduktør bos murermester Thaaning i Kerteminde 1900-01, som tegner hos arkitekt Emanuel Monberg i Odense 1901-02, hos arkitekt A. Berthelsen samt flere andre københavnske arkitekter 1904-06 og slutteligt som tegner og konduktør hos arkitekt H.C. Glahn, Nykøbing Falster, 1906-1909.

## Virke
Fra 1909 til sin død drev Andersen selvstændig virksomhed i Nykøbing Falster; fra 1940 sammen med sønnen, arkitekt Jørgen Friis Andersen (nu Arkitektfirmaet Friis Andersen A/S, Frisegade, Nykøbing Falster).
Carl Andersen nød godt af opgangstiderne på Lolland i begyndelsen af 1900-tallet og fik talrige og mangesidige opgaver. Stilistisk arbejdede han inden for nybarokken og Bedre Byggeskik, men orienterede sig senere mod funktionalismen og byggede bl.a. bungalows.
Andersen var branddirektør i Nykøbing Falster fra 1. februar 1929 til 1948, medlem af bestyrelsen for Industri- og Håndværkerforening 1908-09 og 1916-34 og bestyrelsesmedlem i Lolland-Falsters Industri- og Landbrugsbank og Østifternes Hypotekforening. 
Han giftede sig 3. august 1911 i Nykøbing Falster med Ingeborg Sophie Friis (1. februar 1888 i Nykøbing Falster - 19. juni 1967 smst.), datter af købmand Carl Valdemar Friis og Karen Jappe. Udspringeren Karen Margrete Andersen, der deltog i OL 1936 var datter af parret.

## Værker
- Nykøbing Falster Posthus med postmesterbolig, Jernbanegade 50, Nykøbing Falster (1909, nu privat hus)
- Omdannelse af Skolen, Skolegade i Nykøbing Falster, til administrationsbygning (1912)
- Offentligt slagtehus i Markedsgade, Nykøbing Falster (1912, senere udvidet)
- Gedser Kirke (1914-15, sammen med P.V. Jensen Klint)
- Nykøbing Falster Sygehus, nu Industri- og håndværkerskole, Bispegade (1915)
- Filial af Lolland-Falsters Industri- og Landbrugsbank, Jernbanegade, Nørre Alslev (1915)
- A/S Nykøbing Falster offentlige Markedshal, Markedsgade (1916)
- Villa, Jernbanegade 4, Nakskov (1916)
- Sygekasse-Rekonvalescenthjem ved Søndersø, nu Præstebakkens Børnehave, Maribo (1916)
- Stubbekøbing Alderdomshjem, nu Stubbekøbing Plejehjem, Hans Egedes Vej 3, Stubbekøbing (1918, sammen med J. Holck)
- Frømagasinet Pajbjerg, nu Lolland-Falsters Traktor- og Motormuseum, Nørregade, Eskilstrup (1918)
- Sakskøbing Politistation, Rådhusgade, Sakskøbing (1919)
- Biografbygning i Rådhusgade, Sakskøbing (1919)
- Kvarter af flerfamiliehuse: Colbjørnsensvej, Neergaardsvej og Tietgensvej, Nykøbing Falster (1919, for Arbejdernes Byggeforening)
- Slagelse Sygehus, Ingemannsvej 18 (1920, sammen med Knud Larsen, nedlagt)
- Optagelseshjem for pigebørn ved landevejen syd for Nysted (1921, sammen med J. Holck)
- Hovedbygning på Vilhelmshøj ved Søllested og Gottesgabe ved Kappel
- Bibliotek og menighedshus i Rådhusgade, Sakskøbing (1923)
- Teknisk Skole, nu Falsterskolen, Skovboulevarden 1-3, Nykøbing Falster (1929)

## Gymnastik
Carl Andersen var gymnast og deltog for Danmark ved de olympiske mellemlege 1906. Han var her del af det 18-mandshold, der konkurrerede i holdgymnatik og vandt sølvmedalje.